# 951-es busz (Pécs)
A pécsi 951-es jelzésű autóbusz mozgáskorlátozott személyek számára létrehozott járat volt, mely a Malomvölgyi út és az uránvárosi Tesco áruház között közlekedett. Útvonala során érintette a Baptista Szeretetszolgálat Szeretetotthonát, a megyeri lakótelepet, a temetőt, a Belvárost, az Árkád bevásárlóközpontot és a Minerva Könyvtárat.

## Története
A 2000-es évek elején, az alacsony padlós Mercedes-Benz Citaro autóbuszok érkezésével indultak meg a mozgáskorlátozott járatok, két útvonalon: a Hősök tere és a Tesco Áruház között (a 31-es, majd a 2-es járat vonalán), illetve a Malomvölgyi út és a Konzum Áruház között, érintve Rózsadombot és a Fagyöngy utca megállót.

## Útvonala
| Malomvölgyi út → Árkád → Uránvárosi Tesco | Uránvárosi Tesco → Árkád → Malomvölgyi út |
| --- | --- |
| Malomvölgyi út vá. – Malomvölgyi út – Nagy Imre út – Aidinger János út – Maléter Pál út – Siklósi út – Árpád híd – Nagy Lajos Király útja – József Attila utca – Athinay Simon utca – Endresz György utca – Nendtvich Andor utca – Makay István utca – Uránvárosi Tesco vá. | Uránvárosi Tesco vá. – Makay István út – Esztergár Lajos utca – Dr. Veress Endre utca – Mártírok útja – Kálvin János utca – Árpád híd – Nagy Lajos Király útja – Bajcsy-Zsilinszky utca – Árpád híd – Siklósi út – Maléter Pál út – Aidinger János út – Nagy Imre út – Malomvölgyi út – Malomvölgyi út vá. |

## Megállóhelyei
| 951 (Malomvölgyi út – Uránvárosi Tesco) |                         |          |                                                                   |                                                 |
| Perc (↓)                                | Megállóhely             | Perc (↑) | Átszállási kapcsolatok a járat megszűnésekor                      | Létesítmények                                   |
| 0                                       | Malomvölgyi út          | 31       | 61, 61Y, 63, 63Y, 71, 161                                         | Baptista Szeretetszolgálat Szeretetotthona      |
| 1                                       | Derék-réti út           | 30       | 61, 61Y, 63, 63Y, 71, 161                                         |                                                 |
| 2                                       | Eszék utca              | 29       | 61, 61Y, 63, 63Y, 71, 161                                         | Simonyi Károly Szakközépiskola és Szakiskola    |
| 4                                       | Csontváry utca          | 26       | 1, 3, 50, 55, 60, 61, 61Y, 62, 63, 63Y, 71, 72, 89, 89A, 161, 162 | Apáczai Csere János Nevelési Központ            |
| 6                                       | Sztárai Mihály út       | 25       | 1, 7, 50, 55Y, 60, 71, 72, 162                                    | Árpád Fejedelem Gimnázium és Általános Iskola   |
| 7                                       | Aidinger János út       | 24       | 1, 7, 50, 55Y, 60, 71, 72, 162                                    |                                                 |
| 8                                       | Maléter Pál út II.      | 22       | 6, 7, 71, 72, 89, 89A, 162                                        |                                                 |
| 10                                      | Temető déli kapu        | 21       | 6, 7, 41, 71, 72                                                  | Temető, Park Center                             |
| 11                                      | Temető északi kapu      | 20       | 6, 7, 41, 71, 72                                                  | Temető, Honvéd kórház                           |
| 13                                      | Béke utca               | 18       | 6, 7, 41, 42, 71, 72                                              | Interspar                                       |
| 15                                      | Bőrgyár                 | 16       | 3, 6, 7, 41, 42, 50, 60, 71, 72, 161, 162                         | Bőrgyár, Pannon Volán telephely                 |
| 18                                      | Árkád, autóbusz-állomás | 12       | 21, 33, 41, 42, 50                                                | Távolsági autóbusz-állomás, Árkád, Vásárcsarnok |
| 23                                      | Minerva Könyvtár        | ∫        | 21                                                                | Minerva Könyvtár                                |
| 30                                      | Uránvárosi Tesco        | 0        |                                                                   | Tesco                                           |